# Majan Baruch
Majan Baruch (hebr. מעיין ברוך) – kibuc położony w Samorządzie Regionu Ha-Galil ha-Eljon, w Dystrykcie Północnym, w Izraelu. Członek Ruchu Kibuców (Ha-Tenu’a ha-Kibbucit).

## Położenie
Leży na północy Górnej Galilei, przy granicy z Libanem.

## Historia
Kibuc został założony w 1947.

## Gospodarka
Gospodarka kibucu opiera się na rolnictwie.